# Залужани (Самбирски рејон)
Залужани (укр. Залужани) је село у Самбирском рејону, Лавовске области.

## Географија
Налази се на 280 метара надморске висине.

## Климат
| Ј                                     | Ф       | М       | А       | М       | Ј        | Ј         | А        | С        | О       | Н      | Д       |
| 46 0 −6                               | 50 1 −5 | 55 7 −2 | 63 14 4 | 91 18 9 | 90 21 12 | 110 23 15 | 80 23 14 | 75 18 10 | 62 13 5 | 55 7 1 | 53 2 −3 |
| Просечне макс. и мин. температуре у ° |         |         |         |         |          |           |          |          |         |        |         |
| Укупне падавине у                     |         |         |         |         |          |           |          |          |         |        |         |
| Извор:                                |         |         |         |         |          |           |          |          |         |        |         |

| Империјална конверзија                | Империјална конверзија | Империјална конверзија | Империјална конверзија | Империјална конверзија | Империјална конверзија | Империјална конверзија | Империјална конверзија | Империјална конверзија | Империјална конверзија | Империјална конверзија | Империјална конверзија |
| ------------------------------------- | ---------------------- | ---------------------- | ---------------------- | ---------------------- | ---------------------- | ---------------------- | ---------------------- | ---------------------- | ---------------------- | ---------------------- | ---------------------- |
| Ј                                     | Ф                      | М                      | А                      | М                      | Ј                      | Ј                      | А                      | С                      | О                      | Н                      | Д                      |
| 1,8 31 21                             | 2 34 23                | 2,2 44 29              | 2,5 57 39              | 3,6 65 47              | 3,5 71 54              | 4,3 74 58              | 3,1 74 57              | 3 65 49                | 2,4 55 41              | 2,2 45 34              | 2,1 35 26              |
| Просечне макс. и мин. температуре у ° |                        |                        |                        |                        |                        |                        |                        |                        |                        |                        |                        |
| Укупне падавине у инчима              |                        |                        |                        |                        |                        |                        |                        |                        |                        |                        |                        |

| Ј                                     | Ф       | М       | А       | М       | Ј        | Ј         | А        | С        | О       | Н      | Д       |
| 46 0 −6                               | 50 1 −5 | 55 7 −2 | 63 14 4 | 91 18 9 | 90 21 12 | 110 23 15 | 80 23 14 | 75 18 10 | 62 13 5 | 55 7 1 | 53 2 −3 |
| Просечне макс. и мин. температуре у ° |         |         |         |         |          |           |          |          |         |        |         |
| Укупне падавине у                     |         |         |         |         |          |           |          |          |         |        |         |
| Извор:                                |         |         |         |         |          |           |          |          |         |        |         |

| Империјална конверзија                | Империјална конверзија | Империјална конверзија | Империјална конверзија | Империјална конверзија | Империјална конверзија | Империјална конверзија | Империјална конверзија | Империјална конверзија | Империјална конверзија | Империјална конверзија | Империјална конверзија |
| ------------------------------------- | ---------------------- | ---------------------- | ---------------------- | ---------------------- | ---------------------- | ---------------------- | ---------------------- | ---------------------- | ---------------------- | ---------------------- | ---------------------- |
| Ј                                     | Ф                      | М                      | А                      | М                      | Ј                      | Ј                      | А                      | С                      | О                      | Н                      | Д                      |
| 1,8 31 21                             | 2 34 23                | 2,2 44 29              | 2,5 57 39              | 3,6 65 47              | 3,5 71 54              | 4,3 74 58              | 3,1 74 57              | 3 65 49                | 2,4 55 41              | 2,2 45 34              | 2,1 35 26              |
| Просечне макс. и мин. температуре у ° |                        |                        |                        |                        |                        |                        |                        |                        |                        |                        |                        |
| Укупне падавине у инчима              |                        |                        |                        |                        |                        |                        |                        |                        |                        |                        |                        |

## Становништво
Према подацима о броју становника из 2001. године насеље је имало 386 становника.
| 1880  | 1885  | 1892  | 1903  | 1939   | 1989  | 2001  |
| ----- | ----- | ----- | ----- | ------ | ----- | ----- |
| → 852 | ↗ 858 | ↘ 853 | ↗ 967 | ↗ 1013 | ↘ 398 | ↘ 386 |

## Историја
Село је основано у 10. веку.